# Gustavo Gaviria
Gustavo de Jesús Gaviria Rivero (født 25. december 1949, død 11. august 1990) var Pablo Escobars fætter og højre hånd, Medellínkartellets økonomiske hoved og organisationens hjerne. Han og Escobar havde samarbejdet siden begyndelsen af 1970'erne. Selvom Gustavo Gaviria var ejer af en formue, der kunne sammenlignes med Escobars, var Gustavo ikke så kendt, da han holdt lav profil.